# Рух за національну незалежність Латвії
Рух за національну незалежність Латвії (латис. Latvijas Nacionālās Neatkarības Kustība, скорочено ― РННЛ (латис. LNNK)) ― політична організація в Латвії, яка діяла з 1988 року до середини 1990-х років.
Утворилась як радикальне крило латвійського націоналістичного руху. На відміну від Народного фронту Латвії, який початково підтримував ідею про велику автономію для Латвії в рамках СРСР, прихильники РННЛ з самого початку виступали за проголошення незалежності. Лідерами РННЛ були Едуардс Берклавс, Александрс Кірштейнс, Андрейс Крастиньш, Ейнар Репше, Вісвалдіс Лаціс і Юріс Добеліс.
Після того, як Латвія знову здобула незалежність, РННЛ став політичною партією і отримав назву Націонал-консервативна партія. Партія отримала 15 місць зі 100 на парламентських виборах 1993 року і стала впливовою опозиційною партією. В тому ж році виставила свого кандидата на пост прем'єр-міністра країни, Йоахима Сігеріста, який поступився тільки на один голос і отримав друге місце. РННЛ виграли муніципальні вибори в столиці Латвії, Ризі в 1994 році, але після цього популярність партії швидко згасла. Вона втратила половину своїх місць в парламенті після виборів 1995 року і зрештою об'єдналась з Tēvzemei un Brīvībai (партією Батьківщині і свободі), іншою правою партією з подібним походженням.
Після входження в альянс з партією «Батьківщині і свободі», політичне об'єднання стало все більш активно просувати ідеї про «латвійське» бачення майбутнього Латвії. Зі сторони керівництва партії було декілька спірних заяв про заохочення споживання латвійських товарів і попередження про можливих небезпеках зі сторони нелатвійців.
В сусідній Естонії існувала організація з аналогічними цілями і практично ідентичною назвою ― Партія національної незалежності Естонії.